# Maringa (rivière)
Pour les articles homonymes, voir Maringa.
La Maringa est une rivière de la république démocratique du Congo et un affluent de la Lulonga donc un sous-affluent du fleuve Congo.

## Géographie
Elle coule principalement d’est en ouest, traversant le nord du district de la Tshuapa et se joint à la Lopori à Basankusu dans le district de l’Équateur, pour former la Lulonga.